# Tysk grammatik
Huvudartikel: Tyska.
Denna artikel beskriver grammatiken i standardtyska.

## Språktypologi
Tyska språket är ett flekterande språk, det vill säga att grammatiska relationer mellan ord huvudsakligen uttrycks med hjälp av affix och delvis genom böjning av ordroten. I flekterande språk tillåts vanligen en större frihet i ordföljd än vad icke-flekterande språk har. Jämför till exempel:
- „Der Junge hat seinem Bruder die CD mitgebracht.“ (Regelbunden och omarkerad ordföljd vid tvåobjektsverb, personobjektet i dativ som första objekt och sakobjektet i ackusativ som andra objekt).
- „Der Junge hat die CD seinem Bruder mitgebracht.“ (Markerad ordföljd som framhäver personobjektet i dativ och innebär att det var just brodern och ingen annan som skulle få CD:n. I svenskan används i samma syfte ofta s.k. emfatisk utbrytning).

- Pojken har tagit med CD:n till sin bror.

Det böjda verbet (huvudverbet) kan placeras i första (befallningar, enkla frågesatser), andra (påståendesatser, frågeordsfrågor) eller sista (bisatser) position i meningen:
- „Bring mir die CD mit!“ – Ta med CD:n till mig!
- „Bringst du mir die CD mit?“ – Tar du med CD:n till mig?
- „Ich bringe dir die CD mit!“ – Jag tar med CD:n till dig.
- „Wer bringt mir die CD mit?“ – Vem tar med CD:n till mig?
- „...weil ich dir die CD mitbringe.“ – ...eftersom jag tar med CD:n till dig.

Förutom vad gäller placeringen av det böjda verbet i bisatser överensstämmer placeringen i allt väsentligt med svenskans grammatik.

Tyskan har artiklar. I tyska placeras adpositioner (det vill säga prepositioner) och adjektiv före det substantiv dessa bestämmer. Det finns fyra kasus och två numerus. Substantiven kategoriseras i tre genus – maskulinum, femininum och neutrum. Artiklar och adjektiv tar olika form beroende på genus (och kasus) hos det substantiv de bestämmer. Det deiktiska systemet är treställigt (hier här – da där – dort där borta). Tyskan innehåller en stor mängd modala partiklar (halt, eben, eh). Karakteristiskt för tyskan är också den stora lätthet med vilken sammansatta ord bildas – (Haus+tür, Kegel+form, Wiki+text, Weihnacht-s-+baum+verkäufer+gehilfe).

## Nominella uttryck
Nominella uttryck är ord och fraser som refererar eller beskriver saker, föremål och individer.

### Morfologiska kategorier
Nominella uttryck i tyska böjs i numerus, kasus och genus.

#### Numerus
Substantiv, adjektiv, artiklar och pronomen böjs i singular och plural. 
Rester av den indoeuropeiska dualformen finns stelnad i formerna (zween, zwo, zwei) för två, men även dessa är idag att betrakta som ålderdomliga. Dualformer finns dock bevarade i bayerska dialekter.

#### Kasus
Tyskans substantiv böjs i fyra kasus. Vilket kasus (böjningsform) som kommer till användning beror på substantivets aktuella funktion som satsdel. Subjektet står i nominativ, ackusativobjekt i ackusativ och dativobjekt i dativ. Dessutom styrs kasus på ett karakteristiskt sätt av ett stort antal prepositioner. En undergrupp av dessa kan styra antingen ackusativ eller dativ (förenklat uttryckt) beroende på om prepositionen tillsammans med ett verb uttrycker riktning eller plats. 

#### Genus
Tyskan har tre genus: maskulinum, femininum och neutrum.

##### Vanliga genusregler
Här följer några vanliga regler som bestämmer vilket genus ett substantiv har.
Substantiv (maskulinum)
- Levande varelser av manligt kön
  - der Mann – mannen
  - der Vater – fadern
  - der Sohn – sonen

- Årstider, månader, dagar, delar av dagen
  - der Winter – vintern
  - der Dezember – månaden december
  - der Montag – måndagen
  - der Vormittag – förmiddagen men:
  - die Woche – veckan
  - die Nacht – natten

Substantiv (neutrum)
- Substantiverade infinitiver blir neutrala. Exempelvis "das Essen" (maten) från verbet "essen" (äta), das Lächeln (leendet) från verbet "lächeln".

- Ord som slutar på -chen och -lein, dvs diminutiv, exempelvis "das Mädchen", "das Fräulein". Alla substantiv kan förses med diminutivändelse och används särskilt i emotionellt färgat språk.

Det används oftast när man talar till små barn eller någon man älskar: "Kläuschen", "Schätzchen", "das Büchlein", "ein Püppchen". 
I dialekterna förekommer många olika diminutivändelser.
Substantiv (femininum)
- Levande varelser av kvinnligt kön
  - die Frau – kvinnan
  - die Mutter – modern
  - die Schwester – systern
  - die Tante – fastern/mostern
  - die Kuh – konmen:
  - das Mädchen – flickan

- Många tvåstaviga ord som slutar på -e
  - die Blume – blomman
  - die Torte – tårtan
  - die Frage – frågan
  - die Fliege – flugan
  - die Wiese – ängen
  - die Platte – CD-skivan men:
  - der Name – namnet
  - der Junge – pojken
  - das Auge – ögat

- Ord som slutar på -ei, -heit, -in, -keit, -schaft, -ung
  - die Partei – partiet
  - die Freiheit – friheten
  - die Freundlichkeit – vänligheten
  - die Lehrerin – läraren (kvinnlig, s.k. "moverad" ordform, dvs. genom tillägg av ändelsen -in bildas den feminina formen av ett ord som betecknar en maskulin levande varelse).
  - die Gemeinschaft – gemenskapen
  - die Fernbedienung – fjärrkontrollen

#### Böjningsmönster
Här är alla böjningarna av das Haus (huset)
|           | Bestämd artikel | Bestämd artikel | Obestämd artikel |
| Kasus     | Singular        | Plural          | Singular         |
| Nominativ | das Haus        | die Häuser      | ein Haus         |
| Ackusativ | das Haus        | die Häuser      | ein Haus         |
| Dativ     | dem Haus(e)     | den Häusern     | einem Haus(e)    |
| Genitiv   | des Hauses      | der Häuser      | eines Hauses     |

### Ordklasser
De typer av ord som förekommer i nominella uttryck är substantiv, de adjektiv, artiklar och räkneord som bestämmer dessa samt olika typer av pronomen.

#### Artiklar
I tyskan finns två sorters artiklar: bestämda (definita) och obestämda (indefinita). Artiklarnas form bestäms av kasus, numerus och genus och de placeras före huvudordet.
Bestämda artiklar:

Exempel:
- Das Krankenhaus (n) liegt an der Straße. – Sjukhuset ligger vid vägen.
- Das Haus (n) ist grün. – Huset är grönt.

Precis som i svenska är gränsdragningen mellan den bestämda artikeln och de demonstrativa pronomenen (dies-, jen-) något vag. I tyska visar detta sig bland annat genom att dessa senare böjs på samma sätt som den bestämda artikeln. Även det relativa pronomenet (welch- vilken) följer samma böjningsmönster.
Obestämda artiklar:

Den allmänna obestämda artikeln är identisk i form med räkneordet för ett. Det finns ingen pluralform av denna.
Exempel:
- Ein Krankenhaus (n) liegt an einer Straße. – Ett sjukhus ligger vid en väg.
- Ein Haus (n) ist grün – Ett hus är grönt.

På samma sätt böjs den negativa obestämda artikeln (kein- ingen) samt även de possessiva pronomenen (mein-, dein-, sein-, ihr-, unser-, euer/eur-).

#### Substantiv
Ett substantiv i tyska är en av de tre grammatiska genuskategorierna maskulinum, femininum och neutrum, och böjs enligt ett av tre deklinationsmönster. Ett substantiv tillhör alltid samma genus och deklination oavsett böjningsform, men formens faktiska uttryck varierar med genus och deklination. Substantivets genus påverkar vilken form de artiklar, adjektiv och pronomen som bestämmer det får. Observera att grammatiskt kön (genus) inte alltid överensstämmer med naturligt kön (sexus). (Exempel: das Mädchen – flickan, är neutrum)
Pluralbildning:
Plural bildas antingen genom att ett pluralsuffix fogas till singularformen, eller genom att singularformens vokal förändras – omljud (Umlaut), eller genom en kombination av dessa båda metoder. Förekommande pluralsuffix är -e, -en, -er, -s och nollsuffix.  Omljud kan enbart kombineras med pluralsuffixen: -e, -er och nollsuffix. 
Det finns inte någon generell regel för vilka substantiv som tar omljud i plural, men feminina substantiv med pluralsuffixet -e (med undantag för lånord) samt alla substantiv som bildar plural med hjälp av suffixet -er har i regel omljud.
- "Der Mann" – "Die Männer"

Förekomst i singular och plural:
Vissa substantiv finns enbart i singular och vissa enbart i plural:
- "Das All", "Der Durst", "der Sand" (världsalltet, törst, sand)
- "Die Kosten", "die Ferien" (kostnader, semester)

Detta är ett fenomen som inte är begränsat till tyska, men vilka ord som enbart är singulara och vilka som enbart är plurala är språkspecifikt.
I vissa fall sker en betydelseförskjutning när numerus ändras:
- Wein (vin) – die Weine (vinsorter)

Ett fåtal ord har mer än en plural, vilka då skiljer sig betydelsemässigt åt. Till exempel:
- Wort (ord) – Wörter (isolerade ord, till exempel "fem ord") – Worte (sammanhängande ord, som i 'hans sista ord')
- Band – Bande (fjättrar, "band" i bildlig bemärkelse, till exempel "kärleksband") – Bänder (band)

Generella regler för substantivböjning:
- Utifrån nominativ singular, genitiv singular och nominativ plural kan man härleda ett substantivs fulla böjningsmönster.
- För feminina substantiv är alla singularformer identiska
- Dativ plural av alla substantiv tar ändelsen -n, om de inte redan slutar på -n. Undantag är de substantiv (huvudsakligen lånord) som tar plural med hjälp av suffixet -s.
- De flesta substantiv har samma form i ackusativ och dativ som i nominativ. En liten grupp av huvudsakligen maskulina substantiv, vilka kallas svaga substantiv tar ändelsen -n eller -en i alla kasus förutom nominativ.

| Tyska deklinationer                                | Tyska deklinationer | Tyska deklinationer | Tyska deklinationer | Tyska deklinationer | Tyska deklinationer |
| -------------------------------------------------- | ------------------- | ------------------- | ------------------- | ------------------- | ------------------- |
|                                                    |                     | Nominativ           | Ackusativ           | Dativ               | Genitiv             |
| der/das/die die                                    | den/das/die die     | dem/dem/der den     | des/des/der der     |                     |                     |
| -(e)s, -e der Berg, des Berg(e)s, die Berge        | Singular            | -0-: Berg           | -0-: Berg           | -(e): Berg(e)       | -(e)s: Berg(e)s     |
| -(e)s, -e der Berg, des Berg(e)s, die Berge        | Plural              | -e: Berge           | -e: Berge           | -en: Bergen         | -e: Berge           |
| -(e)s, -er das Bild, des Bild(e)s, die Bilder      | Singular            | -0-: Bild           | -0-: Bild           | -(e): Bild(e)       | -(e)s: Bild(e)s     |
| -(e)s, -er das Bild, des Bild(e)s, die Bilder      | Plural              | -er: Bilder         | -er: Bilder         | -ern: Bildern       | -er: Bilder         |
| -(e)s, -en der Staat, des Staat(e)s, die Staaten   | Singular            | -0-: Staat          | -0-: Staat          | -(e): Staat(e)      | -(e)s: Staat(e)s    |
| -(e)s, -en der Staat, des Staat(e)s, die Staaten   | Plural              | -en: Staaten        | -en: Staaten        | -en: Staaten        | -en: Staaten        |
| -s, -0- der Fahrer, des Fahrers, die Fahrer        | Singular            | -0-: Fahrer         | -0-: Fahrer         | -0-: Fahrer         | -s: Fahrers         |
| -s, -0- der Fahrer, des Fahrers, die Fahrer        | Plural              | -0-: Fahrer         | -0-: Fahrer         | -(n): Fahrer(n)     | -0-: Fahrer         |
| -s, -e der Lehrling, des Lehrlings, die Lehrlinge  | Singular            | -0-: Lehrling       | -0-: Lehrling       | -0-: Lehrling       | -s: Lehrlings       |
| -s, -e der Lehrling, des Lehrlings, die Lehrlinge  | Plural              | -e: Lehrlinge       | -e: Lehrlinge       | -en: Lehrlingen     | -e: Lehrlinge       |
| -s, -s das Radio, des Radios, die Radios           | Singular            | -0-: Radio          | -0-: Radio          | -0-: Radio          | -s: Radios          |
| -s, -s das Radio, des Radios, die Radios           | Plural              | -s: Radios          | -s: Radios          | -s: Radios          | -s: Radios          |
| -en, -en der Student, des Studenten, die Studenten | Singular            | -0-: Student        | -en: Studenten      | -en: Studenten      | -en: Studenten      |
| -en, -en der Student, des Studenten, die Studenten | Plural              | -en: Studenten      | -en: Studenten      | -en: Studenten      | -en: Studenten      |
| -0-, -0- die Mutter, der Mutter, die Mütter        | Singular            | -0-: Mutter         | -0-: Mutter         | -0-: Mutter         | -0-: Mutter         |
| -0-, -0- die Mutter, der Mutter, die Mütter        | Plural              | -0-: Mütter         | -0-: Mütter         | -(n): Müttern       | -0-: Mütter         |
| -0-, -en die Meinung, der Meinung, die Meinungen   | Singular            | -0-: Meinung        | -0-: Meinung        | -0-: Meinung        | -0-: Meinung        |
| -0-, -en die Meinung, der Meinung, die Meinungen   | Plural              | -en: Meinungen      | -en: Meinungen      | -en: Meinungen      | -en: Meinungen      |
| -0-, -e die Kraft, der Kraft, die Kräfte           | Singular            | -0-: Kraft          | -0-: Kraft          | -0-: Kraft          | -0-: Kraft          |
| -0-, -e die Kraft, der Kraft, die Kräfte           | Plural              | -e: Kräfte          | -e: Kräfte          | -en: Kräften        | -e: Kräfte          |
| -0-, -s die Kobra, der Kobra, die Kobras           | Singular            | -0-: Kobra          | -0-: Kobra          | -0-: Kobra          | -0-: Kobra          |
| -0-, -s die Kobra, der Kobra, die Kobras           | Plural              | -s: Kobras          | -s: Kobras          | -s: Kobras          | -s: Kobras          |
| -(e)ns, -(e)n der Name, des Namens, die Namen      | Singular            | -0-: Name           | -(e)n: Namen        | -(e)n: Namen        | -(e)ns: Namens      |
| -(e)ns, -(e)n der Name, des Namens, die Namen      | Plural              | -(e)n: Namen        | -(e)n: Namen        | -(e)n: Namen        | -(e)n: Namen        |

#### Pronomen
Ett pronomen är ett ord som huvudsakligen används som ställföreträdare för ett fullt substantiv.
Pronomen böjs efter kasus, numerus och genus. I tyska finns personliga pronomen, reflexiva pronomen, reciproka pronomen, 
possessiva pronomen, demonstrativa pronomen, relativa pronomen, interrogativa pronomen och indefinita pronomen.
Personliga pronomen:
De personliga pronomenen indelas i första person (refererar till talaren), andra person (refererar till åhöraren) och tredje person (refererar till den/det omtalade).
- "Ich rufe den Hund" – Jag ropar på hunden.
- "Ich rufe ihn" – Jag ropar på den.

Förutom de pronomen som listas i tabellen finns även ett formellt och artigt Sie vilket böjs som sie. Observera att i tyska är Sie både formellt och artigt i motsats till det avståndskapande, formella, men inte särskilt artiga Ni i svenska som det ofta sammanblandas med. Det används vid tilltal av både en och flera personer.
- "Ich grüße Sie" – Trevligt att träffas. (ordagrant: Jag hälsar er.)

Precis som i svenska kan första person plural ibland användas för att referera till andra person.
- Wie geht es uns denn heute? – Och hur mår vi idag då?

Reflexiva pronomen:
De reflexiva, eller tillbakasyftande, pronomenen är en undergrupp av de personliga pronomenen, och indelas liksom dessa i första, andra och tredje person singular och plural. Dessa är identiska med de personliga pronomenen i första och andra person, men skiljer sig åt i tredje person, där formen sich används i både singular och plural ackusativ och dativ.
De reflexiva pronomen används då en och samma person eller föremål fyller mer än en funktion i en och samma sats, till exempel är både subjekt och objekt. Då används de personliga pronomenen för subjektsrollen, och de reflexiva för andra roller i satsen. Därför har heller inte de reflexiva pronomenen någon nominativform, då de där ersätts av personliga pronomen.
"Sie denkt nur an sich." – Hon tänker bara på sig (själv).
"Er liebt sich" – Han älskar sig själv.
"Sie verstecken sich" – De gömmer sig.
Reciprokt pronomen:

Precis som svenska så har även tyska ett reciprokt pronomen einander – varandra.
"Wir kennen einander" – Vi känner varandra.
När einander används som prepositionsobjekt, så skrivs det samman med prepositionen; till exempel miteinander, nebeneinander etc.
I tyska kan dessutom pluralformerna av de reflexiva pronomenen användas reciprokt, och kan då förstärkas med gegenseitig. Observera att gegenseitig enligt standardnormen inte kan användas för att förstärka einander.

### Nominalfraser
(Innehållet i detta avsnitt är ännu ej tillämpligt på egennamn.)
En nominalfras i tyska består i allmänhet av de följande komponenterna i nedan given ordning:
artikel, [ räkneord ], [ adjektiv], [ substantiv ], [ genitivattribut ], [ adpositionsfras(er) ], [ relativsatser ] [ reflexiva pronomen ]
- "Die dritte umwerfende Vorstellung des Schillerdramas in dieser Woche in Hamburg"

den tredje omvälvande uppsättningen av Schillers drama denna vecka i Hamburg
Naturligtvis är de flesta nominalfraser inte så här komplicerade; adjektiv, räkneord, genitivattribut, adpositionsfraser, relativsatser och emfatiska uttryck är alla valfria. 
En nominalfras måste innehålla åtminstone ett av ett räkneord, ett adjektiv, ett pronomen eller ett substantiv. Den innehåller alltid en artikel, såvida huvudordet inte är ett obestämt pluralt substantiv, eller refererar till en oräknelig massa.
- "Die Drei" – de tre (personerna)
- "Der Große" – den långe (mannen)
- "Der Mann" – mannen

Om substantivet är oräkneligt, förändras meningens betydelse om en artikel används.
- "Ich kaufe billiges Bier" – Jag köper billig öl
- "Ich kaufe ein billiges Bier" – Jag köper en billig öl(flaska)
- "Ich habe Geld" – Jag har pengar
- "Ich habe das Geld" – Jag har pengarna eller Jag har nog med pengar...

En nominalfras kan betraktas som en enhet. Den har kasus, numerus och genus. Kasus och numerus bestäms av kontexten, och genus av huvudordet.
Ordet "selbst" eller "selber" kan användas för att ge mer emfas till nominalfrasen, men detta blir alltmer ovanligt i talad tyska.
- "Der Chef selbst hat ihn gefeuert" – chefen själv avskedade honom

#### Genitivattribut
En nominalfras kan innehålla en genitivfras för att till exempel uttrycka ägande. Detta genitivattribut är helt enkelt en annan nominalfras i genitiv som kan användas för att modifiera en nominalfras.
- "Der Beruf des alten Mannes" – Den gamle mannens yrke
- "Die Hütte des Häuptlings des Stammes" – Stammens hövdings hydda

Kommentar:Genitivfrasen har här en egen genitivfras. Detta är ovanligt i modern tyska, där man föredrar: "Die Hütte des Stammeshäuptlings" – Stamhövdingens hydda
I äldre tyska kunde genitivattributet vara ett pronomen i genitiv, men i modern tyska använder man hellre det motsvarande possessiva pronomenet.
Äldre: "Die Gnade seiner" – hans nåd (nåden hans)
Modern: "Seine Gnade" – hans nåd

#### Adpositionsfras
En nominalfras kan innehålla en eller flera adpositionsfraser. Dessa kan ses som en annan nominalfras som innehåller en pre- eller postposition.
- "Eine Wolke am Himmel" – ett moln på himmeln
- "Der Bundeskanzler während des Bürgerkriegs im Kongo" – Kanslern under inbördeskriget i Kongo – adpositionsfrasen innehåller en adpositionsfras
- "Der Regen im Dschungel im Sommer" – regnet i djungeln under sommaren – flera på varandra följande adpositionsfraser
- "Der Berg dort" – berget därborta

Det substantiv som ingår i adpositionsfrasen – adpositionsobjektet – står antingen i ackusativ, dativ eller genitiv. Man brukar säga tyska adpositionerna styr kasus. Med detta menar man att valet av kasus på substantivet i flera fall beror helt och hållet på adpositionen; efter vissa förekommer enbart ackusativ, efter andra enbart dativ och så vidare. En grupp varierar beroende på kontext, så att om adpositionsfrasen beskriver en rörelse eller handling inom ett givet, slutet område används dativ, medan om den beskriver en rörelse över en gräns så används ackusativ.
Till exempel:
- "Ich schlafe in dem Haus." (dativ) – Jag sover i huset.
- "Ich laufe in das Haus." (ackusativ) – Jag springer in i huset.
- "Ich laufe in dem Haus." (dativ) – Jag springer (runt) i huset.

Observera att adpositioner inte alltid är lokativa, det vill säga har med plats eller läge att göra, utan kan också vara modala eller temporala (tidsrelaterade).
En adpositionsfras kan i satsen fungera antingen som en bestämning (adverbial) till ett verb eller adjektiv, eller som en bestämning (attribut) till en nominalfras.
- "Ich gehe in das Haus" – Jag går in i huset.
- "(Eis ist) während der Sommerzeit begehrt" – (Glass är) en mycket eftersökt vara under sommaren.

I vissa fall så dras adpositionen och substantivets artikel ihop (elideras), till exempel inte "*von dem Himmel" men istället "vom Himmel".
| Översikt över adpositioner och kasus | Översikt över adpositioner och kasus | Översikt över adpositioner och kasus | Översikt över adpositioner och kasus |
| ------------------------------------ | ------------------------------------ | ------------------------------------ | ------------------------------------ |
| Ackusativ                            | Dativ                                | Genitiv                              | Ackusativ/Dativ                      |
| durch genom                          | aus från/ut ur                       | während under                        | an vid/på                            |
| für för/till                         | außer förutom                        | trotz trots                          | auf på                               |
| gegen mot                            | bei hos                              | anstatt istället för                 | hinter bakom                         |
| ohne utan                            | gegenüber mittemot                   | wegen på grund av                    | in i                                 |
| um runt                              | mit med                              |                                      | neben bredvid                        |
|                                      | nach till/efter                      |                                      | über över                            |
| entlang längs (med)                  | seit sedan                           |                                      | unter under                          |
| bis till/tills                       | von av/från                          |                                      | vor framför                          |
| wider mot                            | zu till                              |                                      | zwischen mellan                      |

#### Relativsats
Nominalfrasen innehåller ofta en eller flera relativsatser.

## Verb
Huvudartikel: Tyska verb
I tyska har varje verb personändelser i varje tempus som berättar om vem som gör handlingen.
Tyska verb kan klassificeras som antingen svaga, som böjs genom tillägg av en dental konsonant, eller starka, som uppvisar vokalgradering (avljud). Båda dessa är regelbundna system. De flesta verb av båda typer är regelbundna, men olika undergrupper och oregelbundenheter förekommer. Det enda fullständigt oregelbundna verbet i tyskan är "sein" (att vara). Läroböcker för utlänningar klassar ofta alla starka verb som oregelbundna. Det finns färre än 200 starka och oregelbundna verb och det finns en allmän tendens att starka verb övergår till svaga.

### Infinitiv
Det finns en infinitiv-grupp, som slutar på -en.
Exempel:
- wohnen – bo
- leben – leva
- verstehen – förstå

Det finns undantag, till exempel bland de oregelbundna verben.
Exempel:
- sein – vara

### Böjning

#### Exempel: Presens
- wohnen – bo

## Prepositioner
| Ackusativ | ...        | Dativ     | ...                 | Genitiv | ...          | Ackusativ/Dativ | ...     |
| --------- | ---------- | --------- | ------------------- | ------- | ------------ | --------------- | ------- |
| durch     | genom      | aus       | av/från             | während | under        | an              | på      |
| für       | för/till   | außer     | utom (med undantag) | trotz   | trots        | auf             | på      |
| gegen     | mot        | bei       | vid/bredvid         | anstatt | istället för | hinter          | bakom   |
| ohne      | utan       | gegenüber | mittemot            | wegen   | eftersom     | in              | i       |
| um        | runt       | mit       | med                 |         |              | neben           | bredvid |
|           |            | nach      | till/mot            |         |              | über            | över    |
|           |            | seit      | sedan               |         |              | unter           | under   |
| bis       | till/tills | von       | av                  |         |              | vor             | framför |
| wider     | mot        | zu        | till                |         |              | zwischen        | mellan  |

För att komma ihåg prepositionerna som styr ackusativ kan man använda ”Blinka lilla stjärna” melodin – Durch, für, gegen, ohne, um.
Genom, för/till, mot, utan, runt. 

### Prepositioner som styr dativ
| aus       | av/från/ur         |
| außer     | utan(med undantag) |
| bei       | på/bredvid         |
| binnen    | inom               |
| gegenüber | motsats till       |
| mit       | med                |
| nach      | till/mot           |
| nächst    | näst/alldeles nära |
|           | tillika med/jämte  |
| samt      | jämte              |
| seit      | sedan              |
| von       | av                 |
| zu        | till               |

### Prepositioner som styr genitiv
Während, wegen, trotz, anstatt, anstelle, oberhalb, unterhalb, diesseits, jenseits, laut, längs, mangels. Denna grupp av prepositioner ökar fortfarande, framför allt i modern tysk sakprosa.

### Prepositioner som styr både ackusativ och dativ
| An       | på/vid/         |
| auf      | på, ovanpå      |
| hinter   | bakom           |
| in       | Inne i/In/      |
| neben    | bredvid         |
| über     | över/ovanför    |
| unter    | under           |
| vor      | framför         |
| zwischen | mellan/i mellan |

### RiA och BeDa
RiA och BeDa är ett sätt att komma ihåg när det är ackusativ och när det är dativ.
- RiA = Riktning + Ackusativ (När objektet är i rörelse. Till exempel: legen: Max legt das Buch auf den Tisch. Max lägger boken på bordet.) Man frågar: vart, varthän?
- BeDa = Befintlighet + Dativ (När objektet är konkret. Till exempel: liegen: Das Buch liegt auf dem Tisch. Boken ligger på bordet.) Man frågar: var?

Det här kommer till nytta i Prepositioner som styr både ackusativ och dativ. Med det här knepet avgör man när prepositionerna styr ackusativ eller dativ när satsen innehåller ett rumsadverbial. 
I verb med prepositionsobjekt måste preposition och rätt kasus läras in vid varje verb eftersom prepositionen då inte längre anger något läge i rummet utan har den grammatiska uppgiften att knyta objektet till verbet. RiA- och BeDa-regeln kan inte tillämpas i dessa fall.